# Amics a distància
"Amics a distància" (títol original en anglès "Pen Pals") és el quinzè episodi de la segona temporada de la sèrie de televisió de ciència-ficció estatunidenca Star Trek: La nova generació, i el 41è de tota la sèrie, que es va emetre originalment l'1 de maig de 1989, en redifusió als Estats Units. El guió es basava en un teleplay de Melinda M. Snodgrass en base a una història de Hannah Louise Shearer i va ser dirigit per  Winrich Kolbe.
Ambientada al segle XXIV, la sèrie segueix les aventures de la tripulació de la nau de la Flota Estel·lar de la Federació Enterprise-D. En aquest episodi, l'alferes en funcions Wesley Crusher aprèn a gestionar un equip científic, i a la trama principal, centrada en la Primera Directiva de la Flota Estel·lar, Data ajuda una noia en un planeta amb problemes.

## Argument
Mentre el Enterprise estudia una àrea de planetes inexplorats amb una vida útil inusualment curta a causa de severs canvis geològics, l'alferes en funcions Wesley Crusher és encarregat d'un equip d'estudis per tal d'aprofundir en els seus estudis per convertir-se en un oficial de la Flota Estel·lar. Wesley selecciona un equip d'oficials científics altament competents; tanmateix, com que són molt més grans que ell, li preocupa que la seva autoritat sigui desafiada. Un membre de l'equip, Davies, rebutja la sol·licitud d'en Wesley de dur a terme una exploració que consumeix molt de temps, fent que Wesley dubti de si mateix.
Mentrestant, el tinent comandant Data rep un senyal de ràdio primitiu d'una noia en un dels planetes. Data entra en contacte amb la noia, anomenada Sarjenka, i continua conversant regularment amb ella al llarg del mes, mantenint en secret els detalls de la seva identitat, ja que la cultura de Sarjenka no és conscient de la vida que existeix fora del seu planeta. Quan Sarjenka informa que els terratrèmols s'estan produint amb una freqüència creixent, Data s'adona que el seu planeta comença a trencar-se i informa al capità Picard amb l'esperança que l' "Enterprise" pugui trobar una manera de revertir el procés. Picard simpatitza amb el cas de Data, però li ordena severament que deixi de comunicar-se amb Sarjenka per evitar més violacions de la Primera Directiva.
Wesley busca consell al comandant Riker sobre com gestionar el seu equip. Riker subratlla que l'entrenament de la Flota Estel·lar tracta tant de responsabilitat com d'autoritat, i elogia a Wesley pel seu historial de responsabilitat, però l'insta a exercir autoritat amb l'equip científic. Wesley torna a l'equip i demana d'una manera més autoritària que Davies faci l'exploració planetària, i Davies compleix sense arguments.
Les exploracions resulten ser clau per entendre la inestabilitat geològica dels planetes, i l'equip de Wesley proposa un mètode per corregir-ho. Data rep un altre senyal de Sarjenka, que ara demana ajuda ja que les erupcions volcàniques amenacen amb acabar amb la seva llar. Picard reconeix que no poden ignorar les seves súpliques, i ordena l' Enterprise anar al planeta de Sarjenka. Ell permet a Data baixar per portar la noia a un lloc segur; sense temps, ell la porta de nou a l' Enterprise, cosa que consterna Picard. La tripulació és capaç de restaurar de manera segura el sistema geològic del planeta, i Picard ordena a la directora mèdica Dra. Pulaski sedar a Sarjenka i esborrar els seus records de Data i l' Enterprise. Data torna la noia adormida a casa seva, ara segura, deixant-la amb una "pedra cantant" que la doctora Pulaski li havia donat mentre estava a l'infermeria.

## Repartiment i doblatge al català
La sèrie va ser doblada al català pels estudis Tramontana (primera part) i Soundtrack (segona part) i emesa a TV3 l’any 1991. Els dobladors de l'episodi foren:
| Personatge         | Actor/actriu     | Veu en català    |
| ------------------ | ---------------- | ---------------- |
| Jean-Luc Picard    | Patrick Stewart  | Joan Crosas      |
| William Riker      | Jonathan Frakes  | Antoni Forteza   |
| Data               | Brent Spinner    | Joaquim Sota     |
| Geordi La Forge    | LeVar Burton     | Aleix Estadella  |
| Worf               | Michael Dorn     | Enric Arquimbau  |
| Katherine Pulaski  | Diana Muldaur    | Núria Cugat      |
| Deanna Troi        | Marina Sirtis    | Victòria Pagès   |
| Wesley Crusher     | Will Wheaton     | Roger Pera       |
| Sarjenka           | Nikki Cox        | Joël Mulachs     |
| Miles O'Brien      | Colm Meaney      | Xavier Fernàndez |
| Alferes Davies     | Nicholas Cascone | Joan Pera        |
| Alferes Alans      | Whitney Rydbeck  | Xavier Fernández |
| Alferes Hildebrand | Ann Gillespie    | ?                |

## Recepció
Un crític, Adam Pranica del podcast "The Greatest Generation", va assenyalar que Data deixant enrere la "pedra cantant" no tenia sentit, ja que Data sabia que Sarjenka no tindria cap record d'ell ni de rebre la pedra cantant, per la qual cosa la seva motivació sembla que prové del sentiment, o com va dir Pranica, "... ho està fent per ell, i si no té sentiments, perquè ho fa, no?"
El 2011 Keith DeCandido de Tor.com va ressenyar l'episodi, afirmant que il·lustra bé l'exploració de la humanitat de Data a través de la curiositat i el sentiment. Va trobar que la discussió central de Picard sobre l'aplicabilitat de la Primera Directiva s'havia implementat de manera excel·lent, i que l'escriptura i la interpretació d'aquest episodi eren "de primer nivell" i "excel·lents". Zack Handlen de The A.V. Club el 2010 va donar a l'episodi una B− a la seva ressenya.

## Univers expandit
El personatge Sarjenka presentat a l'episodi apareix a la sèrie de llibres Starfleet Corps of Engineers, incloses les novel·les Progress, Remembrance of Things Past, i What's Past.